# Apamea lignicolora
Apamea lignicolora là một loài bướm đêm thuộc họ Noctuidae. Nó được tìm thấy ở Nova Scotia tới North Carolina, phía tây đến California, phía bắc đến British Columbia.
Sải cánh khoảng 45–50 mm. Con trưởng thành bay từ tháng 5 đến tháng 8 tùy theo địa điểm.
Ấu trùng ăn nhiều loại cỏ, bao gồm Agropyron repens.

## Phụ loài
- Apamea lignicolora lignicolora
- Apamea lignicolora quaesita (Wisconsin,...)

Apamea atriclava was formerly considered a subspecies của Apamea lignicolora.